# Francesco Farnese, Duce de Parma
Francesco Farnese (19 mai 1678 – 26 mai 1727) a fost al șaptelea și penultimul Duce de Parma și Piacenza din casa Farnese începând cu 1694 până la moartea sa.
S-a căsătorit cu Dorothea Sofia de Neuburg, văduva fratelui său mai mare, Odoardo Farnese.